# Indische Rotmanguste
Die Indische Rotmanguste (Urva smithii, Synonym: Herpestes smithii) ist eine Raubtierart aus der Familie der Mangusten (Herpestidae). Sie kommt in Indien und auf Sri Lanka vor. Über ihre Lebensweise ist wenig bekannt. 

## Merkmale
Indische Rotmangusten haben einen typisch mangustenartig langgestreckten Körper. Die Kopf-Rumpf-Länge beträgt 39 bis 47 Zentimeter, der Schwanz ist etwa noch einmal so lang. Das Gewicht der Art liegt bei etwa 2,7 Kilogramm. Damit ist die Indische Rotmanguste im Schnitt etwas größer als der Indische Mungo, der teilweise im selben Gebiet vorkommt. Die Färbung ist braun, unterseits rötlich, die Schwanzspitze ist schwarz. Man unterscheidet zwei Unterarten, Urva smithii smithii aus Indien und Urva smithii zeylanius aus Sri Lanka. Dabei besitzt die indische Form im Verhältnis zur Körperlänge einen längeren Schwanz.

## Verbreitung und Lebensraum

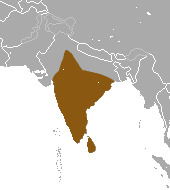
Verbreitungsgebiet der Indischen Rotmanguste

Die Indische Rotmanguste ist in Indien, mit Ausnahme der nördlichen Teile, und auf Sri Lanka verbreitet. Die Art bewohnt Trockenwälder, Dornwälder und Offenlandbereiche. Man findet sie in bis zu 2200 m Höhe. In Sri Lanka scheint sie allerdings auf die Trockengebiete der tieferen Lagen beschränkt zu sein. Die Art wird von der IUCN als nicht gefährdet ("Least Concern") eingestuft.

## Lebensweise
Die Indische Rotmanguste ist offenbar vorwiegend tagaktiv. Sie jagt in der Regel einzelgängerisch und ernährt sich von Vögeln, Reptilien und kleinen Säugetieren. Dabei bewegt sie sich vorwiegend am Boden, obwohl sie gelegentlich auch Bäume erklimmt. Über das Fortpflanzungsverhalten ist kaum etwas bekannt.